# Замочек (річка)
Замочек — річка в Україні, в межах Іванківського району Київської області, ліва притока Тетерева (басейн Дніпра). Довжина — 6,7 км.
Починається на узліссі за 400 м на захід від села Калинове. Перші 800 м течії русло річки є пересихаючим. Протікає селами Калинове та Кухарі (влаштовано 2 ставки), у останньому впадає у Тетерів.
Між Калиновим та Кухарями впадає три безіменних струмки (ліві притоки).